# Sommer-Paralympics 2012/Teilnehmer (Malaysia)
| stlisierte Goldmedaille | stlisierte Silbermedaille | stlisierte Bronzemedaille |
| ----------------------- | ------------------------- | ------------------------- |
| —                       | 1                         | 1                         |

Malaysia entsandte zu den Paralympischen Sommerspielen 2012 in London 18 Sportler – 6 Frauen und 16 Männer.

## Teilnehmer nach Sportart

### Bogenschießen
Männer:
- Mohd Zafi Rahman Mat Saleh
- Zulkifli Mat Zin
- Hasihin Sanawi

### Leichtathletik
Frauen:
- Norsyazwani Binti Abdullah
- Hamela Devi Enikutty
- Nursuhana Ramlan

Männer:
- Eryanto Bahtiar
- Faridul Bin Masri
- Mohd Saifuddin Ishak
- Adderin Majurin
- Muhammad Ziyad Zolkefli

### Powerlifting (Bankdrücken)
Frauen:
- Lee Chan Siow
- Sharifah Raudzah Syed Akil

Männer:
- Mariappan Perumal

### Radsport
Männer:
- Mohd Khairul Hazwan Wahab

### Rollstuhlfechten
Männer:
- Abd Rahman Razali

### Schwimmen
Männer:
- Zul Amirul Sidi Bin Abdullah
- Jamery Siga

### Segeln
Frauen:
- Nurul Amilin Balawi

Männer:
- Al Mustakim Matrin

### Tischtennis
Männer:
- Mohamad Azwar Bakar
- Zhi Liang Koh